# Aguardente de medronho

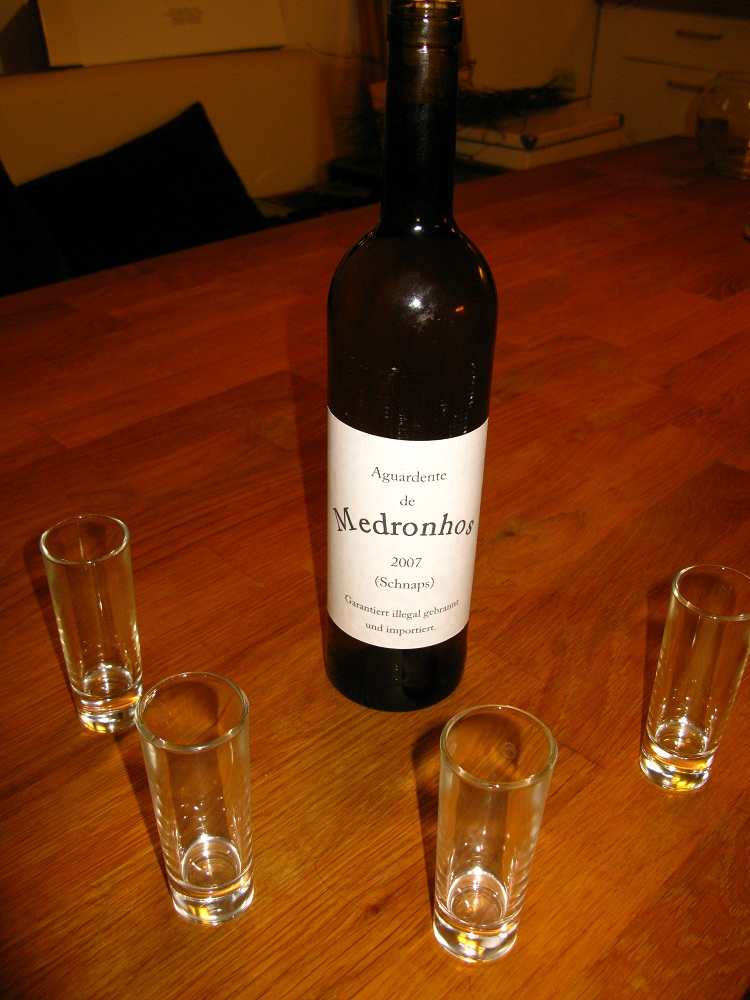
Aguardente de Medronhos caseira

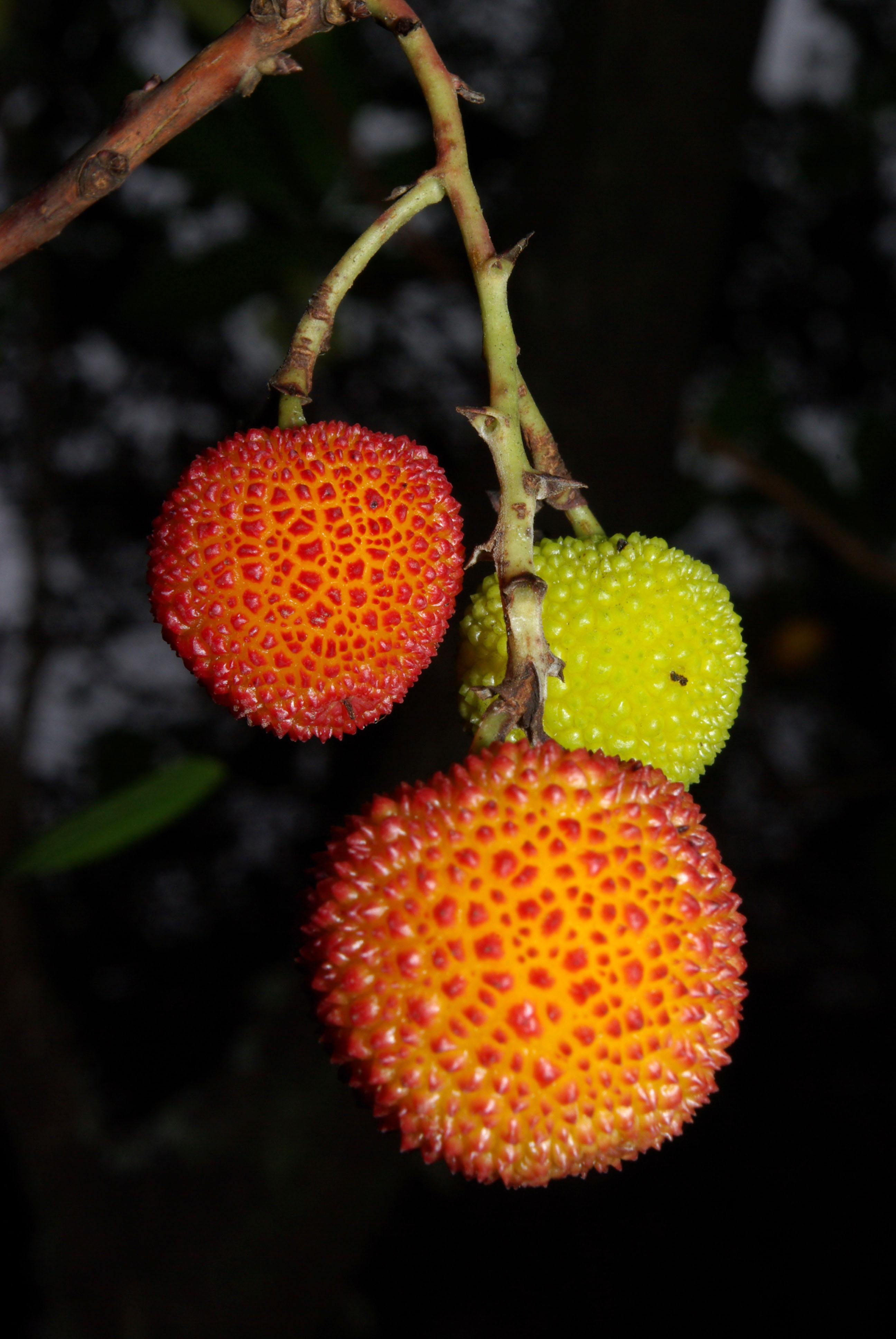
Medronhos

Aguardente de medronho, ou aguardente medronheira, é uma aguardente de fruta tradicional feita a partir do fruto do medronheiro (o medronho) típica das serras algarvias e do Centro de Portugal. Os medronheiros crescem favoravelmente e de modo espontâneo em solos xistosos e pobres, em especial nas regiões do o Alentejo, o Algarve e o interior da Região Centro e Norte de Portugal.

## Descrição
Há plantios comerciais (as chamadas plantações ordenadas) de medronheiro e os frutos são colhidos pelos agricultores locais e processados por particulares. A componente mais conhecida do medronheiro é o fruto. Apesar de todos os usos que pode ter, o mais antigo e a mais popular é a produção de «aguardente de medronho», vulgarmente conhecida por «medronheira», uma bebida espirituosa aromática e incolor. A sua versatilidade permite adicioná-la a vários cocktails ou simplesmente ser bebida ao café, prática comum das gentes das zonas rurais do sul de Portugal.
Para aprodução da aguardente, o medronho é fermentada em tanques de madeira ou barro, embora comecem a surgir fermentadores em aço inox ou em cimento, mas só em destilarias de significativa dimensão. A fermentação é natural e dura entre 30 e 60 dias. Os tanques, quando não fechados, são cobertos com frutos esmagados para evitar o contacto com o ar. No início da fermentação é adicionada uma parte de água para cinco partes de fruta, dependendo a quantidade exacta do teor em humidade dos frutos e do seu teor em açúcares. O teor óptimo em açúcares para a fermentação varia de 12 a 14 ou até 16 graus Brix na mistura inicial.
Depois de fermentado a mistura alcoólica obtida é mantida em repouso durante 60 dias, bem protegida do ar para evitar contaminações por fungos. Após esse período é destilada em alambique. A melhor aguardente é a produzida por destilação descontínua (fogo directo).
Uma boa aguardente de medronho é transparente, com o cheiro e o gosto da fruta.  Embora a aguardente de medronha e a medronheira seja frequentemente considerados um único produto, existem diferenças, pois a aguardente de medronho tem graduação alcoólica de 38% a 54% em volume a 20 ºC, enquanto a medronheira tem graduação alcoólica de 38% a 48% em volume, a 20 ºC, com características sensoriais peculiares.
A qualidade da aguardente aumenta quando esta é envelhecida em barris durante 8 anos. Este período de envelhecimento não deve ser prolongado por mais tempo, pois envelhecimento mais longo não tem efeitos na qualidade da aguardente.
O medronho bebe-se, normalmente, com o café. Os puristas consideram que deve ser bebido à temperatura ambiente, embora algumas pessoas prefiram bebê-lo frio.

## referências
1. ↑  Aguardente de medronho.
2. ↑  Goretti Botelho  Ludovina Galego, Manual de boas práticas de fabrico de aguardente de medronho. Quântica Editora – Conteúdos Especializados, Lda., Porto, 2019 (3.ª edição) (ISBN 9789898927897).
3. ↑  Aguardente de Medronho é tradição secular em Monchique.
4. 1 2  Colheita, fermentação e destilação do medronho.